# Coelioxys aberrans
Coelioxys aberrans är en biart som beskrevs av Morawitz 1894. Coelioxys aberrans ingår i släktet kägelbin, och familjen buksamlarbin. Inga underarter finns listade i Catalogue of Life.